# Martirio di san Bartolomeo (Giambattista Tiepolo)
Il Martirio di san Bartolomeo è un dipinto di Giambattista Tiepolo, realizzato nei suoi primi anni di lavoro a Venezia.

## Storia
Nel suo testamento Andrea Stazio, patrizio veneziano morto nel 1722, mise a disposizione una somma notevole per la realizzazione di varie opere sulla vita dei dodici apostoli; tutte le opere avrebbero dovuto essere sistemate nella Chiesa di San Stae a Venezia. Oltre che al Tiepolo, la realizzazione delle opere pittoriche fu affidata a diversi altri artisti come Sebastiano Ricci, Giambattista Piazzetta e Giovanni Antonio Pellegrini. Ad ogni artista venne commissionato un quadro relativo alla vita di un apostolo, al Tiepolo toccò san Bartolomeo. I dipinti erano originariamente collocati sui basamenti dei semipilastri che scandiscono le cappelle laterali della chiesa, ma qualche decennio dopo furono sistemati nel presbiterio.
Molto probabilmente il giovane Francisco Goya vide questo quadro durante il suo viaggio in Italia nel 1771, anche perché Tiepolo, che aveva lavorato a Madrid per alcuni anni, era certamente conosciuto ed apprezzato dal pittore spagnolo. Come suggerisce il Glendinning nella sua opera sul Goya, la violenza che è irradiata da questa tela fu ripetuta dal maestro spagnolo nel suo celebre 3 maggio 1808.

## Descrizione
Il dipinto è caratterizzato da una colorazione dai forti contrasti chiaroscurali, appartiene al periodo giovanile del Tiepolo e qui porta a conclusione le premesse piazzettesche e bencoviciane. Si nota un grande realismo drammatico nelle figure: il corpo del santo illuminato da un taglio di luce che ne evidenzia l'anatomia e la mano aperta sul fondo scuro. 
Viene descritto il momento in cui san Bartolomeo sta per essere scuoiato. La composizione è dominata da una diagonale che mette in rilievo il corpo del santo rispetto a quelli dei suoi carnefici; in questa maniera il Tiepolo riesce a far risaltare il momento particolarmente drammatico dell'evento. La veemenza con cui l'apostolo indirizza le sue braccia verso il cielo è un'allusione a Dio, raffigurato dal fascio di luce proveniente dall'alto.